# فليبين (أركنساس)
فليبين (بالإنجليزية: Flippin, Arkansas)‏ هي مدينة تقع في مقاطعة ماريون، أركنسو بولاية أركنساس في الولايات المتحدة. تبلغ مساحة هذه المدينة (كم²)، وترتفع عن سطح البحر م، بلغ عدد سكانها 1357 نسمة في عام 2000 حسب إحصاء مكتب تعداد الولايات المتحدة.

## أعلام
- توم ماكورميك
- فورست لي وود

## وصلات خارجية
- The US50 - Cities and Towns in Arkansas State
- 2012 United States Census Estimate